# 가르시아 3세 (키방구)
가르시아 3세(Garcia III)는 키방구(Kibangu)의 군주다. 키방구의 통치자였으며 내전 중 콩고 왕국의 왕좌에 대한 두 명의 주요 킨라자 군주 중 한 명이었고 다른 한 명은 렘바의 왕이었다. 1669년부터 1685년까지 키방구 왕국을 다스렸다.